# 陳盈豪
陳盈豪（1975年8月25日—），台灣的電腦駭客工程師，CIH病毒始創人。

## 簡介
CIH是他高中時，自己取的英文名字，也就是陳盈豪中文名字的縮寫。從大學至工作，所有人都是以CIH稱呼他。自稱「Software Magician」（軟體魔術師）。
1998年5月間，陳盈豪就讀大同大學資訊工程學系四年級時，為驗證杀毒软件號稱百分百防毒是不實廣告，自行實驗製作CIH病毒，在他不知情的狀況下，他的同學使用了實驗用電腦，而將此病毒攜出，由於病毒體積小，會自行改變程式碼分佈，潛藏在檔案未使用的空白區，檔案大小不會改變，因此不易被察覺而大量被散佈，1999年4月26日、2000年4月26日發作，造成全球電腦嚴重的損害。
1999年4月30日，CIH病毒第一次發作後4天，台灣警方追查出此病毒的原創者，當時在軍隊服役中的陳盈豪，便被刑事警察局約談，由於當時中華民國沒有任何對於電腦病毒的刑事法令，陳盈豪獲不起訴處分，民事部份也無受害者提出告訴。自此之後，陳盈豪並沒再寫過任何病毒。
2000年4月25日，在任職公司美商網虎（XLinux）陪同之下，發布CIH的免疫程式「Anticih」。
曾經在美商網虎及技嘉科技工作，並與刑事局定時連絡，協助開發過濾詐騙電話的預警功能。他也固定到國防部軍情局、刑事局講授网络犯罪課程。